# Joan Vila i Berga
Joan Vila i Berga (Barcelona, 4 d'octubre de 1942) és un antic jugador d'hoquei sobre patins català de les dècades de 1960 i 1970.

## Trajectòria
Es formà al Claret, essent fitxat posteriorment pel FC Barcelona, club on passà la major part de la seva carrera. L'any 1962 fitxà pel CP Vilanova, passant a continuació pel CD Mataró i a la dècada de 1970 retornà novament al Barcelona. Els seus darrers clubs foren el Cerdanyola CH i l'AH Premià.
Amb la selecció espanyola jugà entre 1965 i 1976, i guanyà 4 campionats del món i un europeu.
Ha estat entrenador del CP Vilanova (1982), UE Horta, Reus Deportiu (1987), CP Tordera (1988),

## Palmarès
CP Vilanova
- Copa espanyola:
  - 1964
- Campionat de Catalunya:
  - 1963-64, 1965-66

FC Barcelona
- Copa d'Europa:
  - 1972-73, 1973-74
- Copa espanyola:
  - 1972, 1975
- Lliga espanyola:
  - 1973-74

Espanya
- Campionat del Món:
  - 1966, 1970, 1972, 1976
- Campionat d'Europa:
  - 1969
- Copa de les Nacions:
  - 1967